# Doc (film 2008)
(Paul Auster)
Doc è un film documentario del 2008 diretto da Immy Humes, sulla vita del padre Harold L. 'Doc' Humes, scrittore della controcultura, uno dei personaggi più strani, affascinanti e difficilmente classificabili della cultura Americana del secondo dopoguerra (fra l'altro controllato dall'FBI per trent'anni).  La sceneggiatura è di Eric Martin, Zinna Riley e Lois Vossen, e vi compaiono Paul Auster, Timothy Leary, Norman Mailer, Peter Matthiessen, Jonas Mekas.
Immy, acclamata documentararista, già candidata all'Oscar del 1992 con il documentario A Little Vicious, traccia con Doc un ritratto irresistibile fatto di interviste, ricordi e materiali di repertorio.

## Distribuzione

### Data di uscita
- USA: 9 dicembre 2008

## Accoglienza

### Critica
Dal Il Riformista:
(Giancarlo Mancini)